# Oberkirch LU
| LU ist das Kürzel für den Kanton Luzern in der Schweiz. Es wird verwendet, um Verwechslungen mit anderen Einträgen des Namens Oberkirch zu vermeiden. |

Oberkirch ist eine politische Gemeinde im Wahlkreis Sursee des Kantons Luzern in der Schweiz.

## Geographie
Oberkirch liegt am Nordwestende des Sempachersees an der Suhre und ist mit der nördlich liegenden Stadt Sursee zusammengewachsen. Nebst der Hauptsiedlung sind auch die Ortsteile Seehäusern (im Nordosten am Sempachersee; 506 m ü. M.) und Kotten (westlich von Sursee) mit der Nachbarstadt verwachsen. Der Weiler Renzligen/Sennhof (667 m ü. M.) liegt 2,2 km südwestlich, der Weiler Dogelzwil 1,5 km südwestlich, der Ortsteil St. Margrethen (523 m ü. M.) südöstlich des Dorfs. Grösster Ortsteil ausserhalb der Hauptsiedlung ist Unter Leidenberg (541 m ü. M.) 2 km nordwestlich.
Oberkirch grenzt im Norden an Sursee, auf der anderen Seite des Sees im Nordosten an Schenkon und im Osten an Eich, im Südosten an Nottwil, im Süden an Buttisholz, im Südwesten an Grosswangen und im Nordwesten an Mauensee.

## Bevölkerung
| Bevölkerungsentwicklung | Bevölkerungsentwicklung |
| Jahr                    | Einwohner               |
| ----------------------- | ----------------------- |
| 1850                    | 1141                    |
| 1900                    | 935                     |
| 1910                    | 933                     |
| 1941                    | 1016                    |
| 1950                    | 1166                    |
| 1970                    | 1612                    |
| 1980                    | 1866                    |
| 1990                    | 2311                    |
| 2000                    | 2661                    |
| 2004                    | 2970                    |
| 2019                    | 4796                    |

Die Bevölkerung sank im gesamten 19. Jahrhundert stark, allein von 1850 bis 1900 um 18,1 %. Der Grund liegt in der Abwanderung der Landbevölkerung in die Industriezentren. Nach einer Stagnation im ersten Jahrzehnt des 20. Jahrhunderts wuchs die Einwohnerzahl auf rund 1000 Personen an. Bei dieser Marke blieb sie bis 1941. Danach setzte ein ungebrochenes Bevölkerungswachstum ein. Dies führt dazu, dass die Einwohnerschaft heute fünf Mal grösser ist als 1941 (1941–2007: + 230,5 %). Da Oberkirch im Norden mit der Gemeinde Sursee zusammengewachsen ist, profitiert es von der Nähe zu diesem regionalen Zentrum.

### Sprachen
Die Bevölkerung benutzt als Alltagssprache eine hochalemannische Mundart. Bei der letzten Volkszählung im Jahr 2000 gaben 92,71 % Deutsch, 1,58 % Serbokroatisch und 1,43 % Albanisch als Hauptsprache an.

### Religionen – Konfessionen
Früher waren alle Bewohner Mitglied der Römisch-Katholischen Kirche. Durch Kirchenaustritte und Zuwanderung aus anderen Regionen der Schweiz und dem Ausland hat sich dies geändert. Heute (Stand 2000) sieht die religiöse Zusammensetzung der Einwohnerschaft wie folgt aus: Es gibt 82,15 % römisch-katholische, 8,38 % evangelisch-reformierte und 2,22 % orthodoxe Christen. Daneben findet man 2,78 % Konfessionslose und 1,58 % Muslime.

### Herkunft – Nationalität
Ende 2022 waren von den 5068 Einwohnern 4476 Schweizer und 592 (= 11,7 %) Ausländer. Die Einwohnerschaft bestand aus 88,3 % Schweizer Staatsbürgern. Ende 2022 stammten die ausländischen Einwohner aus Deutschland (129 Personen), dem Kosovo (72), Portugal (56), Italien (55), Serbien (29) und Kroatien (27). 137 Personen stammten aus dem übrigen Europa, und 87 (davon 30 aus Eritrea) waren aussereuropäischer Herkunft.

## Geschichte
Das Gebiet rund um den Sempachersee ist schon sehr früh besiedelt worden. Dies belegen Funde von der Steinzeit bis zu den Römern. Ein alemannisches Gräberfeld weist darauf hin, dass Oberkirch bereits im frühen Mittelalter besiedelt gewesen sein muss. Historisch wird Oberkirch in einer Schenkungsurkunde von Graf Ulrich I. von Lenzburg an den Chorherrenstift Beromünster erstmals im Jahr 1036 unter seinem lateinischen Namen ecclesia superior erwähnt. Eine deutsche Schreibweise des Ortsnamens, Oberenkilchun, erscheint 1217. Das Gebiet gehörte zum Herrschaftsbereich der Lenzburger und später der Habsburger. Nachdem diese 1386 die Schlacht von Sempach verloren hatten, übernahm die Stadt Luzern die Herrschaft. Der westliche Teil der heutigen Gemeinde gehörte bis 1798 zur Landvogtei Ruswil, der östliche mit dem Dorf zum Eiamt, welches ein Teil des Michelsamts war. Von 1798 bis 1803 gehörte es zum Distrikt Sursee, danach zum neu gegründeten Amt Sursee.

## Politik

### Gemeinderat
Der Gemeinderat Oberkirch besteht aus fünf Mitgliedern und ist wie folgt aufgestellt:
- Raphael Kottmann (Die Mitte): Gemeindepräsident
- Luitgardis Sonderegger-Müller (FDP): Sozialvorsteherin
- Ladina Aregger (FDP): Bauvorsteherin
- Elias Meier (Die Mitte): Finanzvorsteher
- Sara Unternährer-Wigger: Bildungsvorsteherin

### Kantonsratswahlen
Bei den Kantonsratswahlen 2023 des Kantons Luzern betrugen die Wähleranteile in Oberkirch: Mitte (mit GenMitte) 27,45 %, SVP 20,35 %, FDP 15,46 %, Grüne (mit JG und GrüneKuG) 14,87 %, glp 11,37 % und SP (mit JUSO) 10,49 %.

### Nationalratswahlen
Bei den Schweizer Parlamentswahlen 2023 betrugen die Wähleranteile in Oberkirch: Mitte 31,1 %, SVP 21,0 %, FDP 15,8 %, SP 10,7 %, Grüne 10,6 %, glp 8,3 %, übrige 2,5 %.

## Verkehr

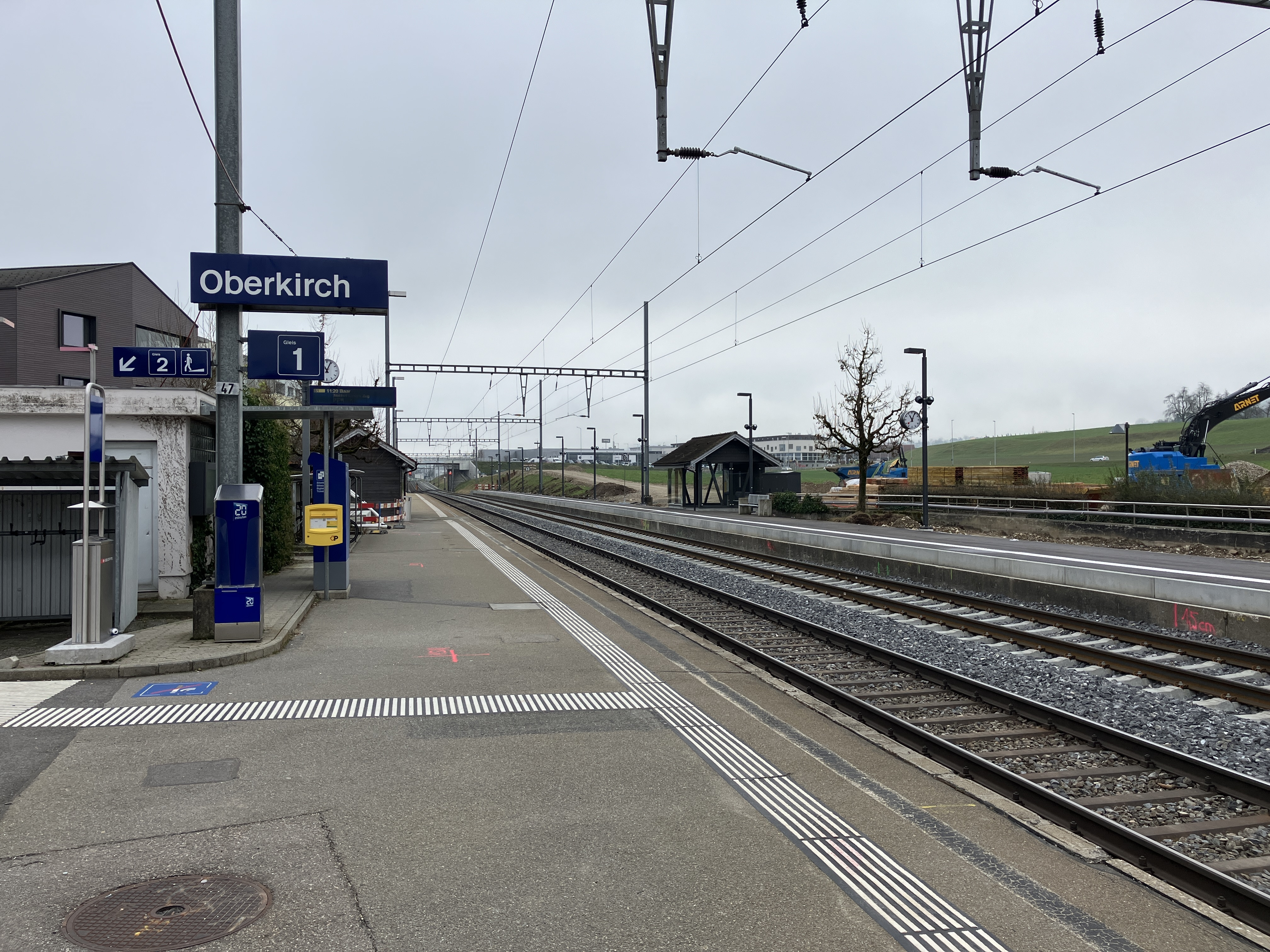
Haltestelle Oberkirch

Oberkirch liegt an der Bahnlinie Luzern–Olten und hat eine eigene Haltestelle, die von der S-Bahn Luzern im Halbstundentakt bedient wird. Bahnsteig 2 wurde im Jahr 2023 auf 55 cm erhöht, um laut dem Behindertengleichstellungsgesetz allen Teilnehmern des öffentlichen Verkehrs den Zugang ungehindert zu gewährleisten. Die Erhöhung des Bahnsteigs 1 erfolgt im März 2024. Die Bahnsteige 1 und 2 sind durch eine Unterführung verbunden, deren Wände von einer Klasse der Primarschule Oberkirch im Jahr 1997 zum Thema „Zug“ bemalt wurden.
Nebst der S1 führt die Buslinie Sursee–Wolhusen durch die Gemeinde, so dass diese gut durch den öffentlichen Verkehr erschlossen ist. Im Moment wird die Buslinie neu geplant. Dabei soll der Bus Wolhusen–Sursee über den Gemeindeteil Burg, der an der Hauptstrasse 2 Luzern–Zofingen liegt, geführt werden. Um das Dorf erschlossen zu halten, soll eine neue Buslinie Oberkirch–Sursee Bahnhof entstehen. Der nächste Autobahnanschluss an der A2 ist nur 3 Kilometer entfernt.

## Sonstiges
Seit 1972 beherbergt der Ortsteil Unter Leidenberg das Ausbildungszentrum des Schweizerischen Baumeisterverbands, welches heute Campus Sursee genannt wird. 2019 wurde das Sportzentrum Campus Oberkirch mit einer 50-m-Schwimmhalle eröffnet.
Seit 2004 gibt es das Kultur- und Heimatmuseum.
Seit 2005 besitzt Oberkirch einen Golfplatz, dieser erstreckt sich im Süden fast über die ganze Dorflänge und wird von der Genossenschaft Migros Luzern betrieben.
2012 wurde im Gasthof Hirschen der Film Drei Brüder à la carte gedreht.

## Persönlichkeiten
- Albert Vitali (1955–2020), Politiker (FDP)
- Xenia Hodel (* 1998), Handballspielerin